# Charles Colville (5e vicomte Colville de Culross)
Pour les articles homonymes, voir Colville.
Charles Mark Townshend Colville, 5e vicomte Colville de Culross (né le 5 septembre 1959), est un producteur de télévision écossais, réalisateur et pair.  

## Biographie
Il fait ses études à la Rugby School et au St Chad's College de Durham. Fils de Mark Colville (4e vicomte Colville de Culross), il succède son père en 2010 et en juillet 2011 est élu à la Chambre des lords, où il siège en tant que Crossbencher. Il est également le chef du clan Colville. 
Il utilise son discours inaugural à la Chambre des Lords pour décrire les inconvénients des stages non rémunérés dans l'industrie des médias. 